# قائمة أعلام مصر
اعتمد علم مصر الحالي بعام 1984، بعد خروج مصر من اتحاد الجمهوريات العربية. وبشكل عام؛ يعتبر المصريون القدماء أقدم أمة في التاريخ البشري استخدمت الرايات والأعلام كرمز وطني ليرمز إليها، حيث توجد في المعابد المصرية القديمة نقوش تبيّن استخدامهم لرايات وأعلام في الاحتفالات والحروب. وقد تطوّر شكل العلم المصري وألوانه مع اختلاف العصور والأنظمة الحاكمة للبلاد، أما أعلام المحافظات فتدل على ثقافتها وتاريخها وحاضرها.

## الأعلام الوطنية الرسميّة
| علم             | علم                                            | تاريخ           | الوصف |
| --------------- | ---------------------------------------------- | --------------- | --- |
|                 | جمهورية مصر العربية                            | 1984 - حتى الآن | ثلاثة مستطيلات عرضية متساوية الأبعاد، وهى بالترتيب من الاعلى للاسفل، الأحمر والأبيض والأسود، ويتوسط المستطيل الأبيض نسر صلاح الدين.                         |
|                 | العلم الرأسي                                   | 1984 - حتى الآن | ثلاثة مستطيلات عرضية متساوية الأبعاد، وهى بالترتيب من الاعلى للاسفل، الأحمر والأبيض والأسود، ويتوسط المستطيل الأبيض نسر صلاح الدين.                         |
|                 | اتحاد الجمهوريات العربية (جمهورية مصر العربية) | 1971 - 1984     | ثلاثة مستطيلات عرضية متساوية الأبعاد، وهى بالترتيب من الأعلى الأحمر والأبيض والأسود، ويتوسط المستطيل الأبيض صقر.                                            |
|                 | الجمهورية العربية المتحدة                      | 1958 - 1971     | ثلاثة مستطيلات عرضية متساوية الأبعاد، وهى بالترتيب من الأعلى الأحمر والأبيض والأسود، ويتوسط المستطيل الأبيض نجمتين خماسيتين خضراوين. ترمزان إلى مصر وسوريا. |
|                 | جمهورية مصر                                    | 1953 - 1958     | علم أخضر يتوسطه هلال أبيض بداخله ثلاث نجوم بيضاء خماسية. |
| المملكة المصرية | 1923 - 1953                                    |                 | علم أخضر يتوسطه هلال أبيض بداخله ثلاث نجوم بيضاء خماسية. |
|                 | السلطنة المصرية                                | 1914 - 1923     | علم أخضر وعلى يمين العلم ثلاث أَهِلَّة وبداخل كل هلال نجمة بيضاء خماسية الأطراف.                                                                                |
|                 | خديوية مصر                                     | 1882 - 1914     | علم أحمر ويتوسط العلم هلال أبيض وبداخل الهلال نجمة بيضاء خماسية الأطراف.                                                                                    |
|                 | خديوية مصر                                     | 1867 - 1882     | علم أخضر وعلى يمين العلم ثلاث أَهِلَّة وبداخل كل هلال نجمة بيضاء خماسية الأطراف. وكانت الأهلة الثلاث تشير إلى أقاليم الدولة الثلاث مصر والنوبة والسودان.        |
|                 | إيالة مصر                                      | 1826 - 1867     | علم أحمر ويتوسط العلم هلال أبيض وبداخل الهلال نجمة بيضاء خماسية الأطراف، قبل تلك الفترة كانت نجمة العلم من ستة رؤوس.                                        |
|                 | الدولة العليّة العثمانية                        | 1517 - 1826     | مستطيل أحمر يتوسطه دائرة خضراء وبداخل الدائرة ثلاثة أَهِلَّة صفراء.                                                                                             |
|                 | سلطنة المماليك                                 | 1250 - 1517     | |
|                 | الدولة الأيوبية                                | 1171 - 1250     | مستطيل أصفر. |
|                 | الدولة الفاطمية                                | 969 - 1171      | مستطيل أخضر. |
|                 | الدولة العباسية                                | 750 - 969       | مستطيل أسود. |
|                 | الدولة الأموية                                 | 661 - 750       | راية بيضاء. |
|                 | الخلافة الراشدة                                | 639 - 661       | مستطيل أسود |

## أعلام الحكّام
| علم | الحاكم                                                                 | تاريخ     | الاستخدام والوصف                                                  |
| --- | ---------------------------------------------------------------------- | --------- | ----------------------------------------------------------------- |
|     | - الرئيس عبد الفتاح السيسي - الرئيس محمد مرسي - الرئيس محمد حسني مبارك |           | العلم الوطني مع إضافة نسر (أو صقر) في الركن الأيسر العلوي.        |
|     | - الرئيس محمد حسني مبارك - الرئيس محمد أنور السادات                    |           | العلم الوطني مع إضافة نسر (أو صقر) في الركن الأيسر العلوي.        |
|     | - الرئيس محمد أنور السادات - الرئيس جمال عبد الناصر                    |           | العلم الوطني مع إضافة نسر (أو صقر) في الركن الأيسر العلوي.        |
|     | - الملك أحمد فؤاد الثاني - الملك فاروق الأول - الملك فؤاد الأول        | 1923-1952 | نفس العلم الوطني في تلك الفترة بإضافة تاج في الركن الأيسر العلوي. |

## أعلام عسكرية
| علم | علم                   | تاريخ | الوصف |
| --- | --------------------- | ----- | ----- |
|     | علم القوات البرية     |       |       |
|     | راية القوات البحرية   |       |       |
|     | علم القوات البحرية    |       |       |
|     | علم القوات الجوية     |       |       |
|     | علم قوات الدفاع الجوي |       |       |

## أعلام المحافظات
| علم | علم                  | الوصف |
| --- | -------------------- | ----- |
|     | محافظة القاهرة       |       |
|     | محافظة الجيزة        |       |
|     | محافظة القليوبية     |       |
|     | محافظة الإسكندرية    |       |
|     | محافظة البحيرة       |       |
|     | محافظة مطروح         |       |
|     | محافظة الدقهلية      |       |
|     | محافظة دمياط         |       |
|     | محافظة الغربية       |       |
|     | محافظة كفر الشيخ     |       |
|     | محافظة المنوفية      |       |
|     | محافظة الإسماعيلية   |       |
|     | محافظة بورسعيد       |       |
|     | محافظة السويس        |       |
|     | محافظة الشرقية       |       |
|     | محافظة شمال سيناء    |       |
|     | محافظة جنوب سيناء    |       |
|     | محافظة بني سويف      |       |
|     | محافظة الفيوم        |       |
|     | محافظة المنيا        |       |
|     | محافظة أسيوط         |       |
|     | محافظة الوادي الجديد |       |
|     | محافظة أسوان         |       |
|     | محافظة الأقصر        |       |
|     | محافظة البحر الأحمر  |       |
|     | محافظة سوهاج         |       |
|     | محافظة قنا           |       |

## أعلام غير رسميّة
| علم | علم           | تاريخ     | الوصف |
| --- | ------------- | --------- | --- |
|     | علم ثورة 1919 | 1919-1923 | علم تبناه شعب مصر أثناء ثورة 1919، يتكون من راية خضراء عليها هلال وصليب أبيضان، في دلالة عن كناية وحدة المسلمين والمسيحين بمصر. |
|     | علم التحرير   | 1952-1958 | علم غير رسمي كان يرفع في المناسبات الشعبية، يتكون من ثلاثة أشرطة متساوية من اللون الأحمر ثم الأبيض والأسود.                     |
|     | علم التحرير   | 1952-1958 | علم غير رسمي كان يرفع في المناسبات الشعبية، يتكون من ثلاثة أشرطة متساوية من اللون الأحمر ثم الأبيض والأسود.                     |

## أعلام اقترحت سابقاً

ثلاثة خطوط أفقية بالترتيب أحمر ثم أبيض وأسود
علم من ثلاثة خطوط أفقية في الركن الأيسر منه العلم الملكي
العلم الملكي في الركن الأيسر منه علم من ثلاثة خطوط أفقية
العلم الملكي في الجانب الأيسر منه مثلث من ثلاثة خطوط أفقية
علم من ثلاثة خطوط أفقية فيه مثلث أخضر وهلال وثلاثة نجوم بيضاء
علم نصفه الأيمن مكون من ثلاثة أشرطة أفقية من الأحمر والأبيض والأسود، ونصف الأيسر أخضر فيه هلال وثلاثة نجوم وأهرام الجيزة وكلها باللون الأبيض
علم أخضر يظهر مسار النيل في مصر، وفي الركن الأيمن منه علم من ثلاثة أشرطة أفقية من الأحمر والأبيض والأسود وعليه هلال وثلاثة نجوم بيضاء